# Sobreiro

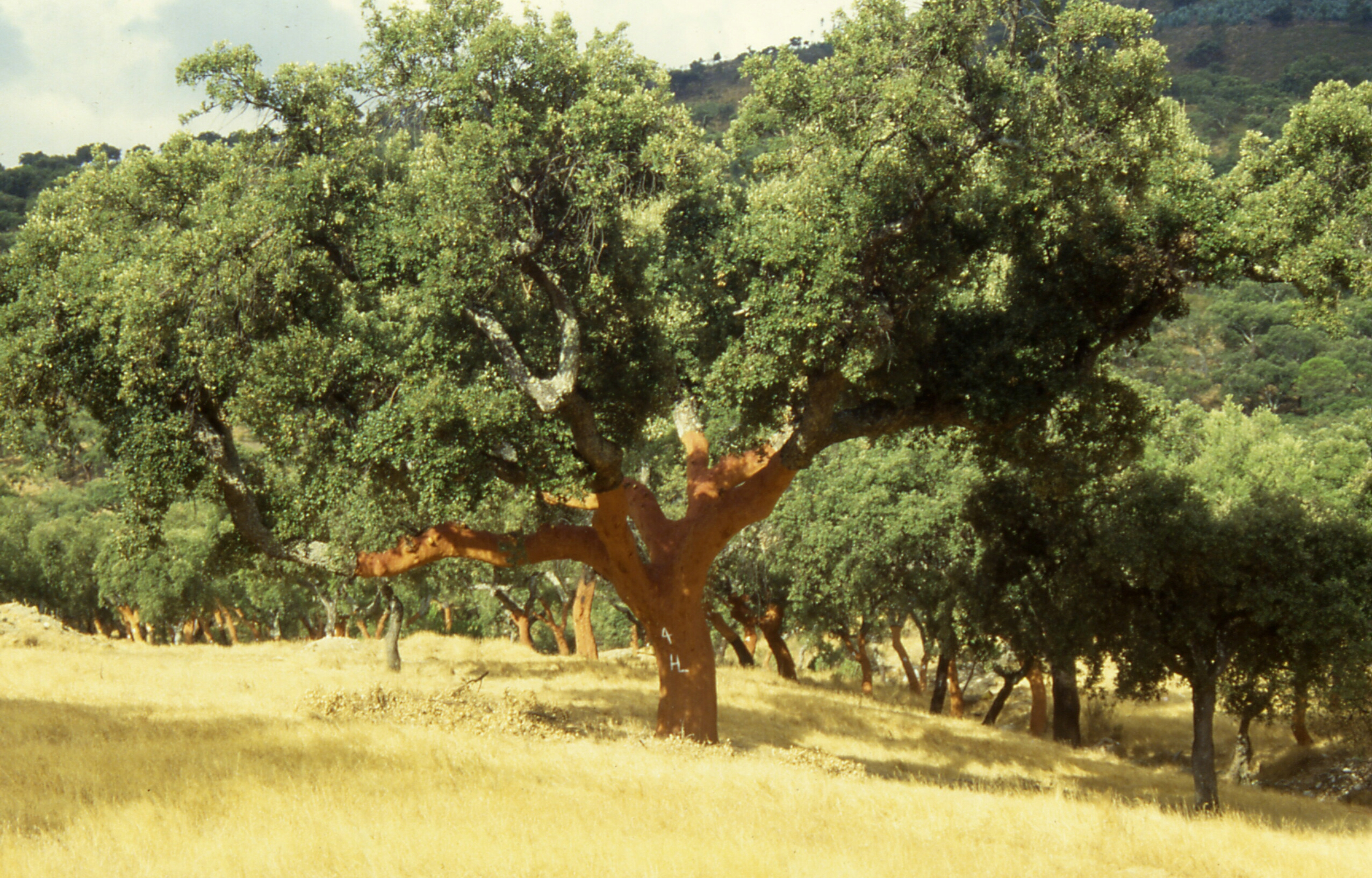
Sobreiro, Portugal

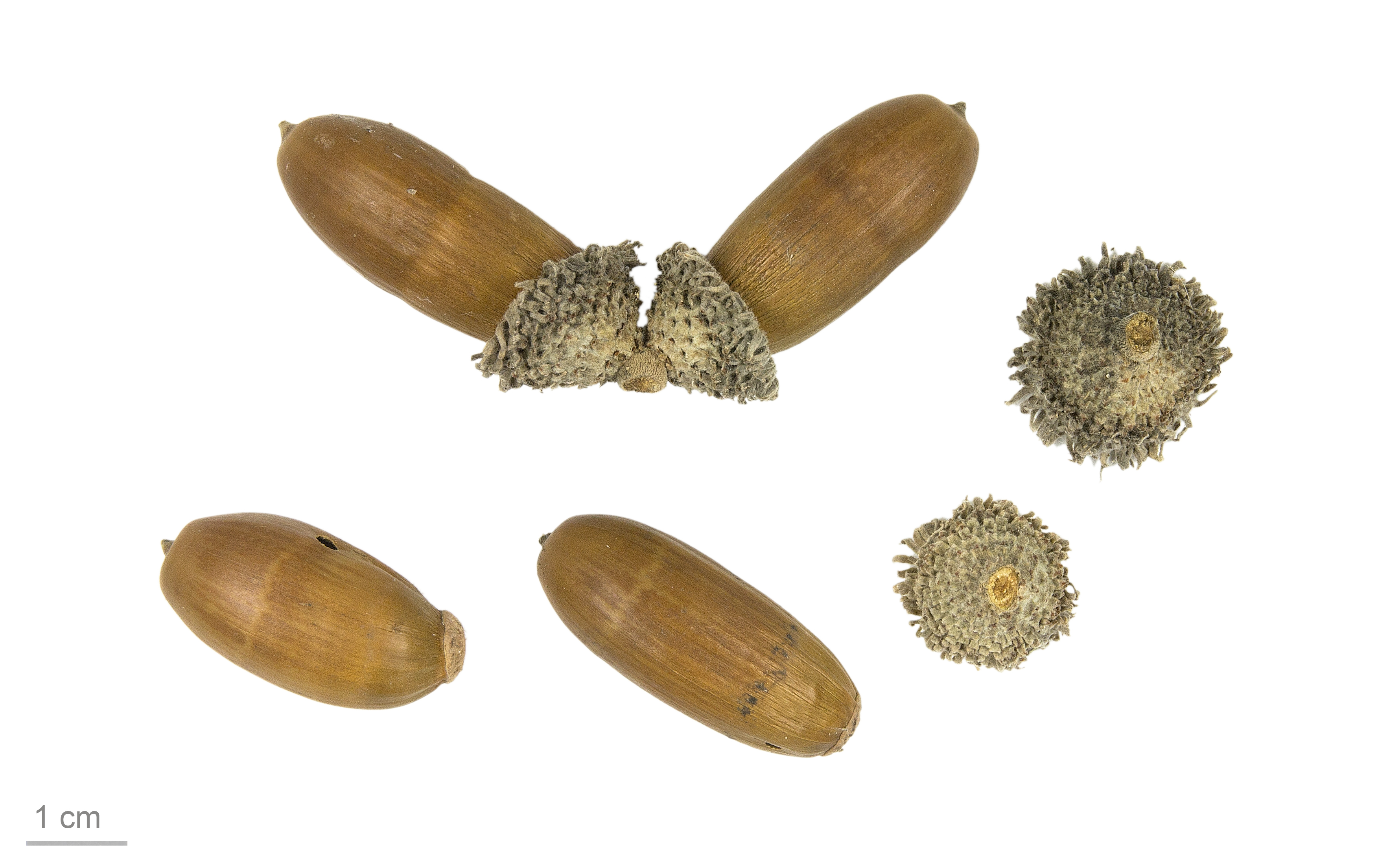
Quercus suber — MHNT

O sobreiro, sobro, sobreira ou chaparro (nome científico: Quercus suber) é uma árvore aparentada com o carvalho, cultivada no Sul da Europa e a partir da qual se extrai a cortiça. O sobreiro é, juntamente com o pinheiro-bravo, uma das espécies de árvores mais predominante em Portugal, sendo mais comum no Alentejo litoral e serras algarvias.
Graças à cortiça, o sobreiro tem sido cultivado desde tempos remotos. A extração da cortiça não é (em termos gerais) prejudicial à árvore, uma vez que esta volta a produzir nova camada de "casca" (súber) com idêntica espessura a cada 9 anos, período após o qual é submetida a novo descortiçamento. Recentemente, têm-se desenvolvido processos mais mecanizados e seguros para se proceder a esta operação, como o caso da máquina que corta a cortiça, evitando lesões prejudiciais à vida do sobreiro e que facilita o trabalho dos tiradores, sem os substituir, aumentando assim a produtividade. Pode ter até 20 m, mas normalmente terá 15 m.
O sobreiro também fazia parte da vegetação natural da Península Ibérica, sendo espontâneo em muitos locais de Portugal e Espanha, onde constituía, antes da acção do Homem, frondosas florestas em associação com outras espécies, nomeadamente do género Quercus.
A finalidade da cortiça é o fabrico de isolantes térmicos, tecido de cortiça (vestuário e acessórios, tais como malas, bolsas, carteiras e sapatos), materiais de isolamento sonoro de aplicação variada e ainda materiais da indústria aeronáutica, automobilística e até aeroespacial, mas sobretudo é utilizada na produção de rolhas para engarrafamento de vinhos e outros líquidos. Portugal é o maior produtor mundial de cortiça, sendo a cortiça portuguesa responsável por 50% da produção mundial. O setor emprega diretamente 12 mil pessoas e contribui com 3% do PIB, cerca de 5,5 mil milhões de euros. Os montados são sistemas agro-silvo-pastoris e um dos exemplos de sistemas tradicionais sustentáveis de uso no solo da Europa. Representam uma área de aproximadamente 1,2 Mha, a maior parte na região do Alentejo, no Sul de Portugal. O valor económico dos montados deve-se essencialmente à produção de cortiça, estando a sua importância cultural relacionada com o papel que têm na conservação da biodiversidade e valores históricos, como o registo de sistemas sociais e agrícolas tradicionais. No século XIV, Portugal já exportava cortiça para o Reino Unido e Flandres.
A gestão tradicional dos montados permite combinar dois objetivos importantes: a produção agropastoril e a conservação do ecossistema. Além da cortiça, o sobreiro dá o fruto que é a bolota, também conhecida por lande ou ainda (mais correctamente) glande, que serve para alimentar as varas do porco preto alentejano, também conhecido por porco de montanheira, do qual se faz o além de enchidos o presunto ibérico ou presunto de pata negra.
Na localidade de Águas de Moura está o Sobreiro Monumental com 234 anos, 16 m de altura e com um tronco que são precisas pelo menos cinco pessoas para conseguir abraçá-lo. É considerado monumento nacional desde 1988 e o Livro de Recordes do Guinness diz que é o maior e mais velho do mundo.

## Distribuição geográfica

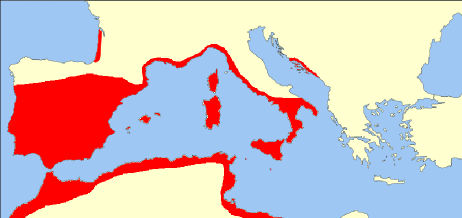
Área de ocorrência do sobreiro no Mediterrâneo ocidental

Distribui-se essencialmente pela Península Ibérica e por alguns locais mais húmidos do norte de África. Em Portugal, ele predomina a Sul do rio Tejo, surgindo naturalmente associado: ao pinheiro-bravo, nos terrenos arenosos da Península de Setúbal, Vale do Sado e no barlavento algarvio; à azinheira (Quercus ilex), nalgumas regiões do interior alentejano, zona nascente da serra algarvia, Tejo Internacional e Douro Internacional; ao carvalho-cerquinho (Quercus faginea), na Estremadura, Alentejo Litoral e Monchique; ao carvalho-das-canárias (Quercus canariensis), na região de Odemira-Monchique; ao carvalho-negral (Quercus pyrenaica), em alguns pontos da Beira Interior e Alto Alentejo, como as serras da Malcata, São Mamede e Ossa. Surge ainda em alguns pontos de clima atlântico com pluviosidades extremamente elevadas, como na Serra do Gerês, onde predomina nas encostas mais soalheiras.
A situação da área florestal é ocupada por sobreiros jovens/adultos e que 42,2% correspondia a sobreiros jovens, sendo a idade média dos sobreiros portugueses de 85 anos, para uma longevidade produtiva de 180–200 anos.

Várias espécies de árvores em Portugal.
Legenda:
Quercus robur
Quercus pyrenaica
Quercus faginea
Quercus ilex
Quercus suber

O sobreiro é uma espécie que requer humidade e solos relativamente profundos e férteis, embora também tolere temperaturas altas e períodos secos de três a quatro meses, típicos do clima do Sul de Portugal. A Sul do Tejo, o sobreiro comporta-se como uma espécie de folhagem persistente e possui folhas que medem 2,5–10 cm por 1,2–6,5 cm, e são de cor verde escura e sem pelos. Têm forma denticular, uma nervura principal algo sinuosa e 5–8 pares de nervuras secundárias. Quando surge no Norte do país, onde é menos frequente, tem um comportamento ligeiramente marcescente, e folhas maiores, mais finas e claras.
De uma forma geral, em Portugal, o sobreiro predomina no Alentejo Litoral, na Península de Setúbal, na Baixa Estremadura, nas serras algarvias (com excepção das regiões próximas do Guadiana) e em parte do Ribatejo, tendo núcleos dispersos no resto do país.

## Simbologia
Em 2007, foi cunhada uma moeda comemorativa da presidência portuguesa do conselho da União Europeia, cujo tema principal é um sobreiro. Em 21 de dezembro de 2011, a Assembleia da República aprovou um projeto de resolução que declarou o sobreiro como "árvore nacional". O sobreiro ocupa uma área de cerca de 737 000 ha dos mais de 3,45 milhões ha de floresta em Portugal, segundo o último Inventário Florestal Nacional, de 2006.

## Sequenciação do genoma
Em 2013, foi lançado o projeto GenoSuber, uma investigação 100% portuguesa que vai dar informação completa do genoma do sobreiro. A árvore escolhida para a sequenciação do genoma desta espécie é de Montargil e tem entre 120 e 150 anos. Esta é a primeira vez que uma equipa totalmente portuguesa vai sequenciar um organismo superior.